# Ilie Datcu
Ilie Datcu, né le 20 juillet 1937 à Bucarest, est un joueur de football roumain. Il jouait au poste de gardien de but.

## Biographie
Datcu a joué de longues années au Dinamo Bucarest. Il a joué à 13 reprises avec l'équipe nationale de Roumanie. Il est transféré à Fenerbahçe SK en 1969 avec lequel il va jouer 220 matches en cinq saisons et gagner trois championnats. En 1975, il est transféré à Giresunspor et signe pour deux saisons et ensuite raccroche les crampons.
Il a été entraîneur en Turquie et en Allemagne. Il a été l'entraîneur particulier de l'international turc Rüştü Reçber pendant 4 ans.

## Palmarès

### Joueur
- Finaliste de la Coupe de Roumanie en 1960 avec le Dinamo Obor
- Champion de Roumanie en 1962, 1963, 1964 et 1965 avec le Dinamo Bucarest
- Vainqueur de la Coupe de Roumanie en 1964 et 1968 avec le Dinamo Bucarest
- Champion de Turquie en 1970, 1974 et 1975 avec le Fenerbahçe
- Vainqueur de la Coupe de Turquie en 1974 avec le Fenerbahçe
- Vainqueur de la Supercoupe de Turquie en 1973 avec le Fenerbahçe

### Entraîneur
- Vainqueur de la Coupe du TSYD (tr) en 1976 avec le Fenerbahçe
- Champion de Turquie de D2 en 1983 avec le Karagümrük